# ريفيرا البرتغالية
ريفيرا البرتغالية (بالبرتغالية: Riviera Portuguesa‏) هي منطقة ساحلية غرب لشبونة، البرتغال، وتتركز في البلديات الساحلية كاشكايش وشنترة. وتُعرف أحيانًا باسم كوستا دو سول (ساحل الشمس). تُعرف المنطقة دوليًا بأنها وجهة فاخرة لتاريخها كموطن للأثرياء والمشاهير والأوروبيين الملوك. يتم تصنيف كل من كاشكايش وشنترة باستمرار من بين أغنى البلديات في البرتغال.

## سكان بارزون

### الملوك والنبلاء
- خوان كارلوس الأول.
- أومبرتو الثاني
- كارول الثاني
- ماري خوسيه
- إيزابيلا أميرة أورليان-براغانزا
- هنري، كونت باريس
- هنري أورليان، كونت باريس
- ديانا، دوقة فورتمبيرغ
- الأميرة آن (دوقة كالابريا)
- كلود أميرة أورليان
- دوارتي بيو، دوق براغانزا
- خوان دي بوربون
- بيلار دي بوربون
- الأميرة ماريا بيا بوربون بارما
- ماريا غابرييلا أميرة سافوي
- فيتوريو إيمانويل، أمير نابولي
- جيوفانا من إيطاليا
- ميكلوش هورتي

### مشاهير
- آنا فري
- أنابيل واليس
- أوري أتيكا
- دانييلا صوفيا
- جاك جلاتزر
- لوانا بيوفاني
- مادونا
- ماريانا فان زيلر
- ميا روز
- نادر أفونسو
- ريتا بيريرا

### رياضيون
- كريستيانو رونالدو
- إيكر كاسياس
- كاسبر شمايكل
- باولو فيريرا
- نونو غوميش

## معرض الصور

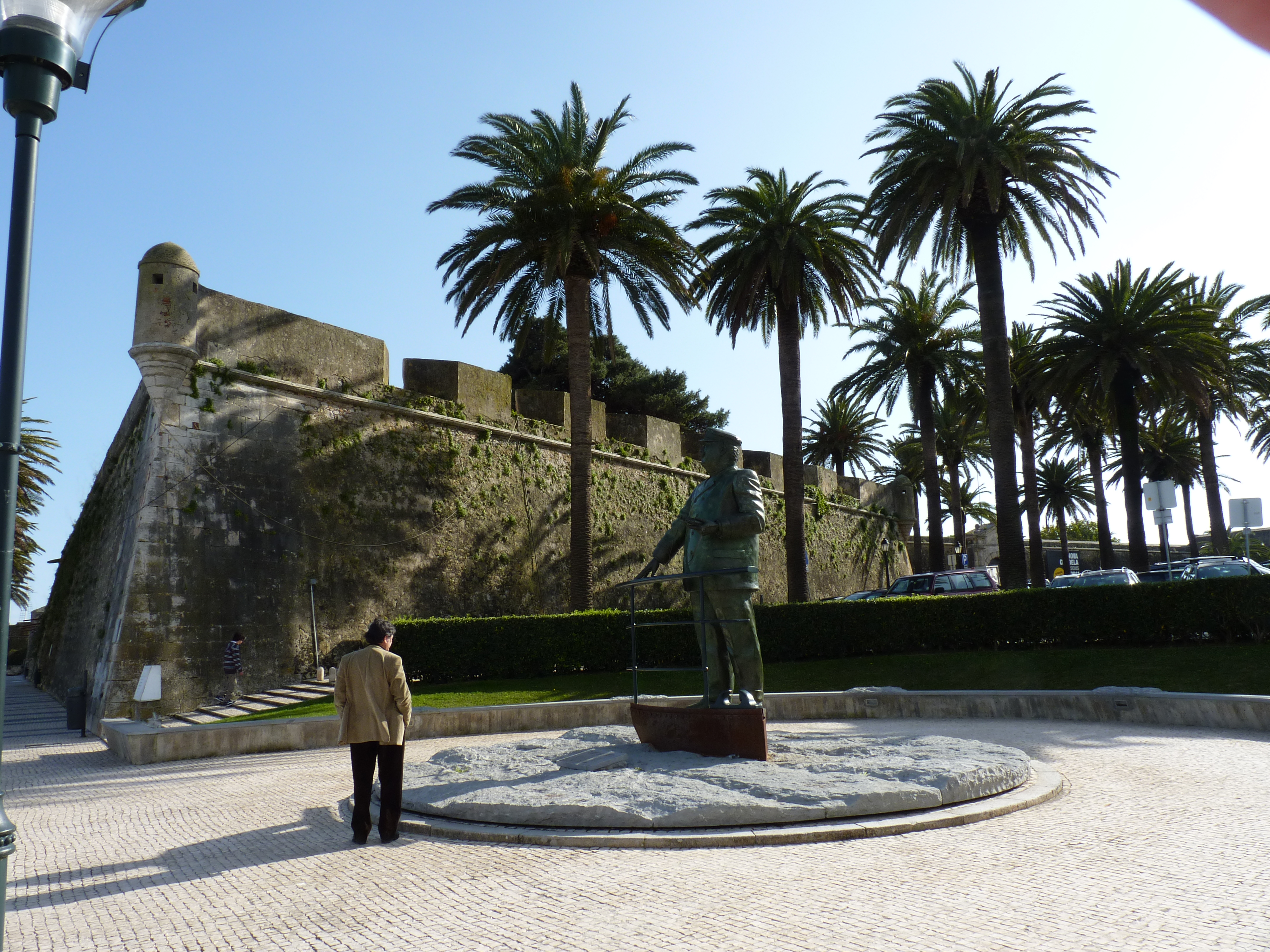
Statue of King كارلوس الأول ملك البرتغال in front of كاشكايش Citadel
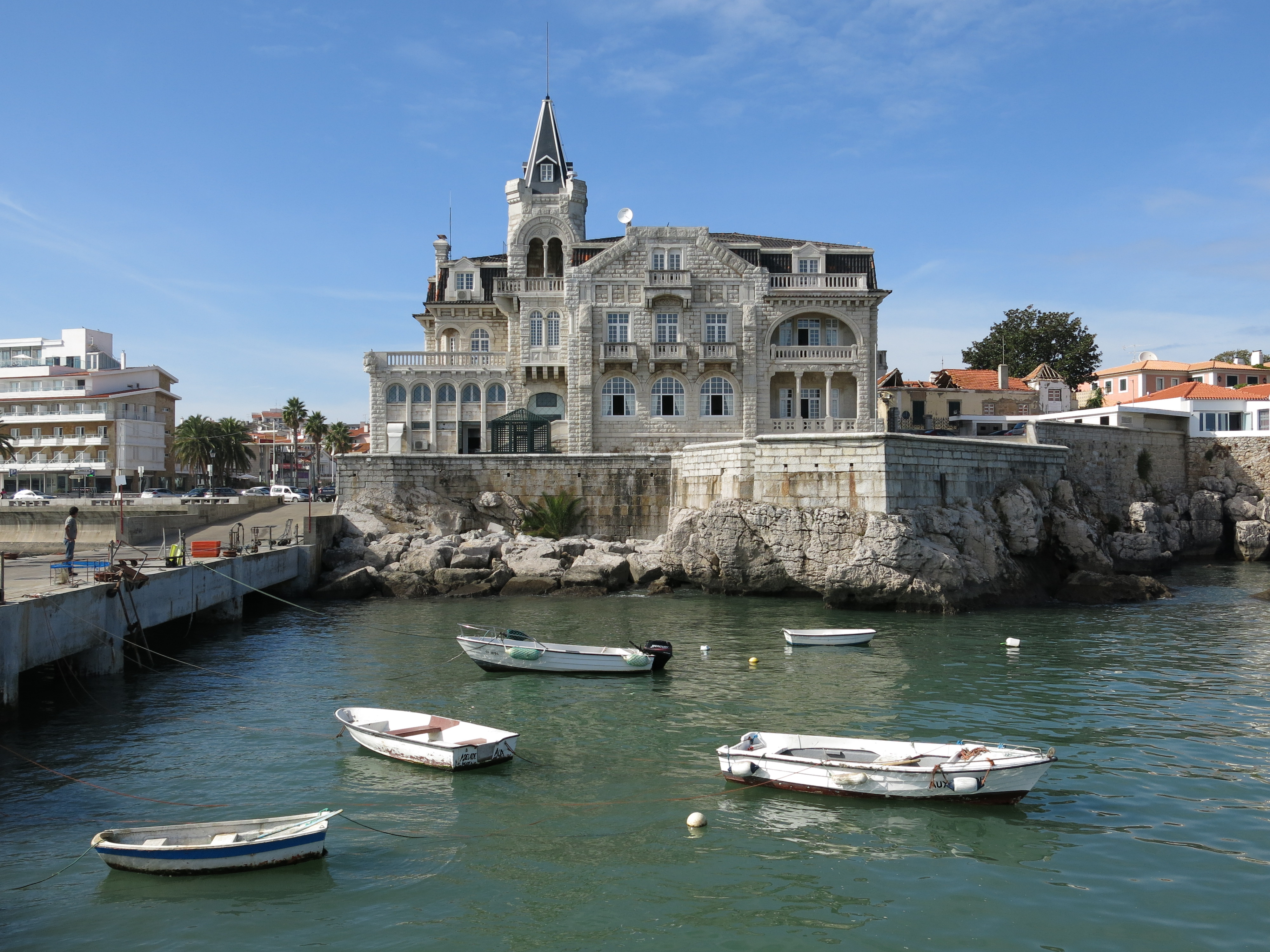
Seixas Palace
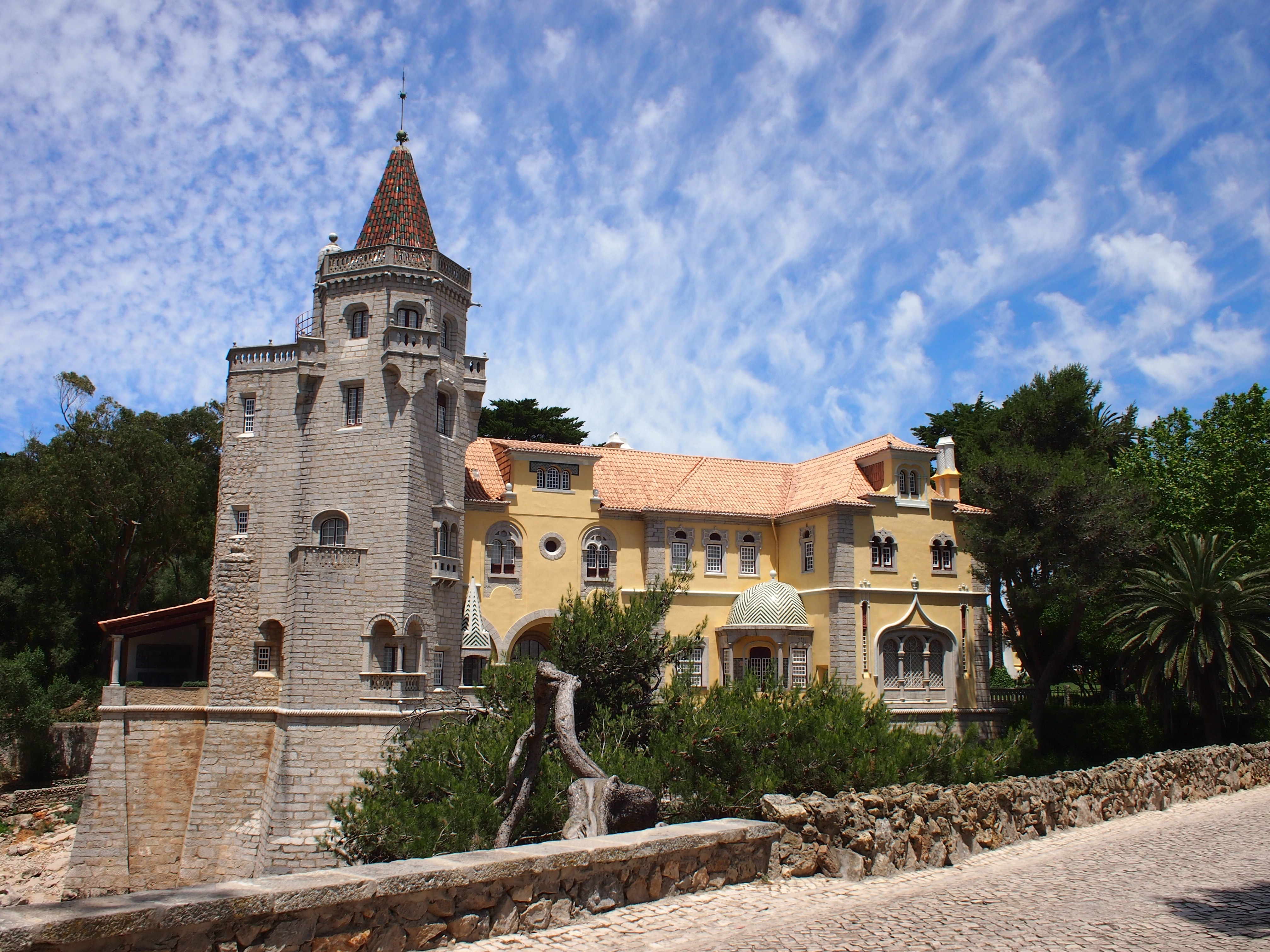
Palace of the Counts of Castro Guimarães, in كاشكايش
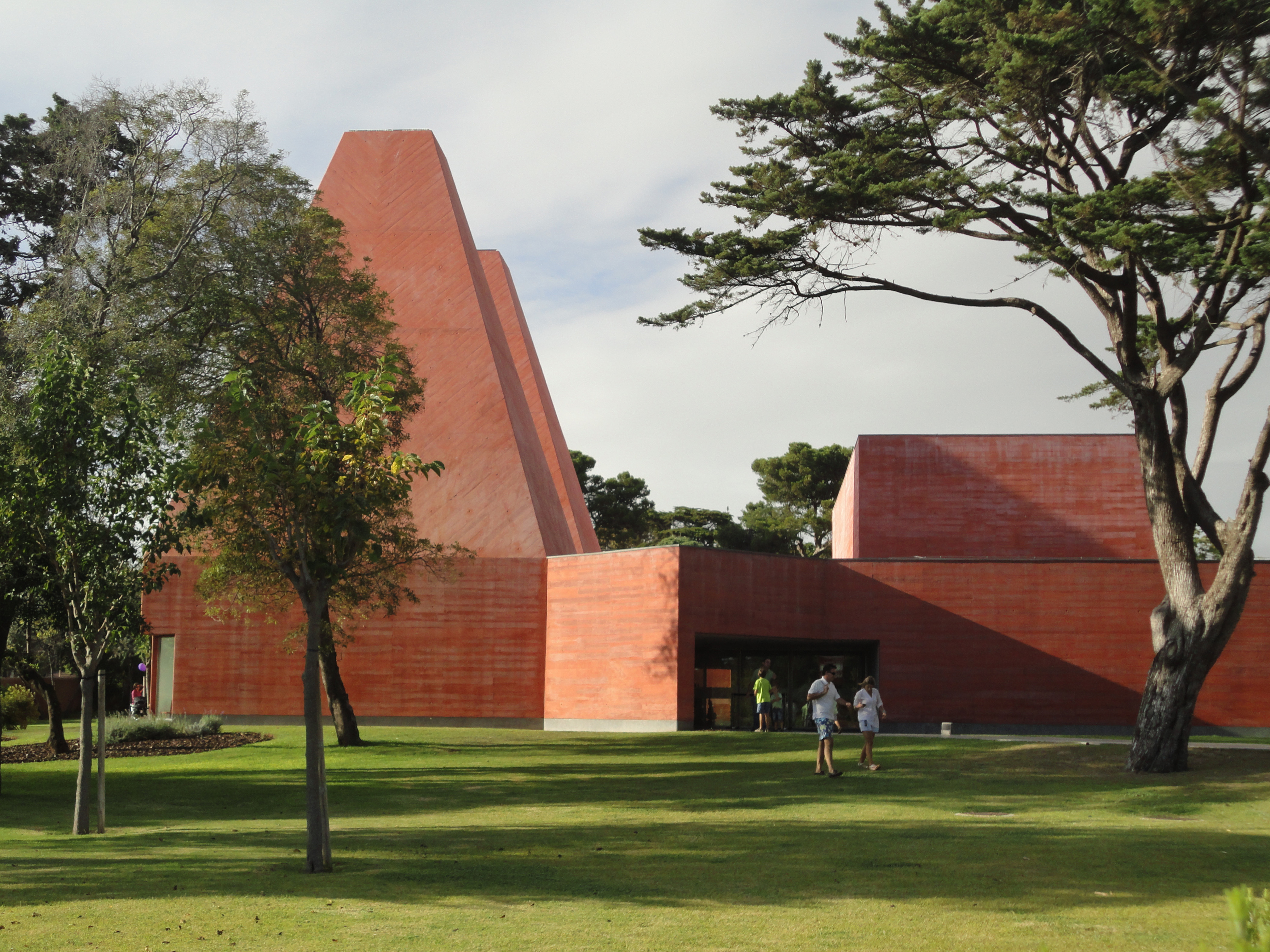
Casa das Histórias باولا ريغو, designed by إدواردو سوتو دي مورا
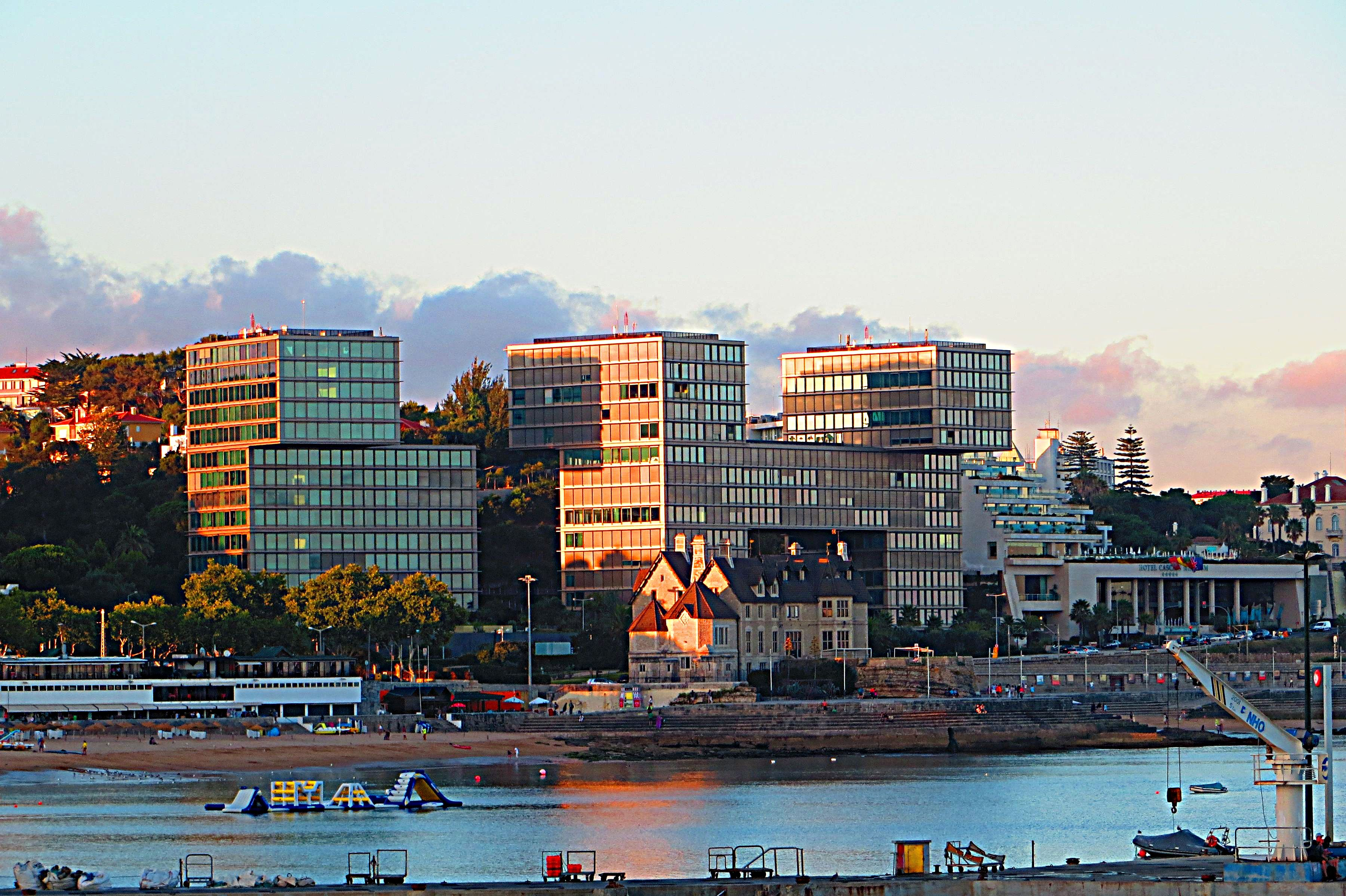
إشتوريل Sol Residence
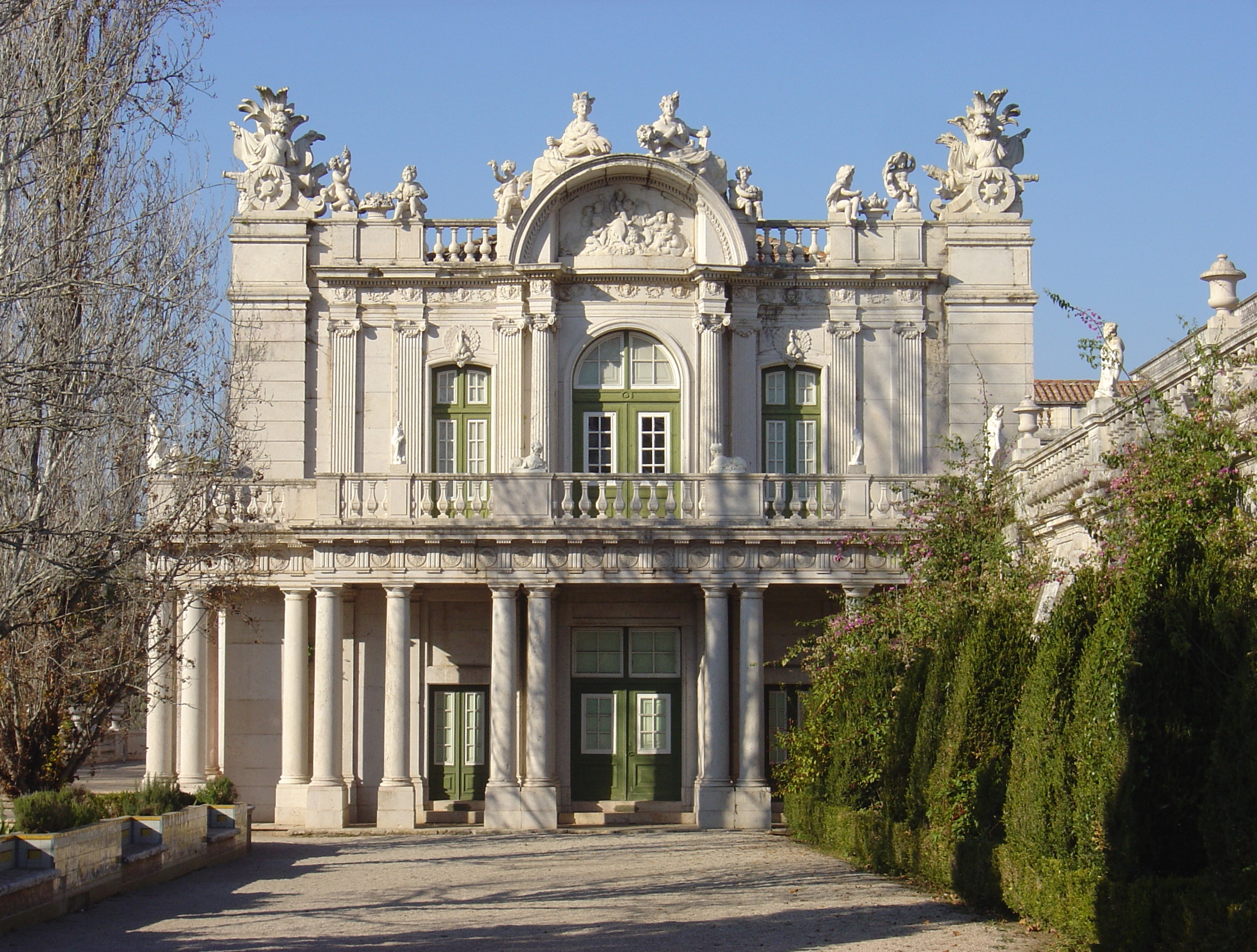
Robillon Pavilion of قصر كويلوز
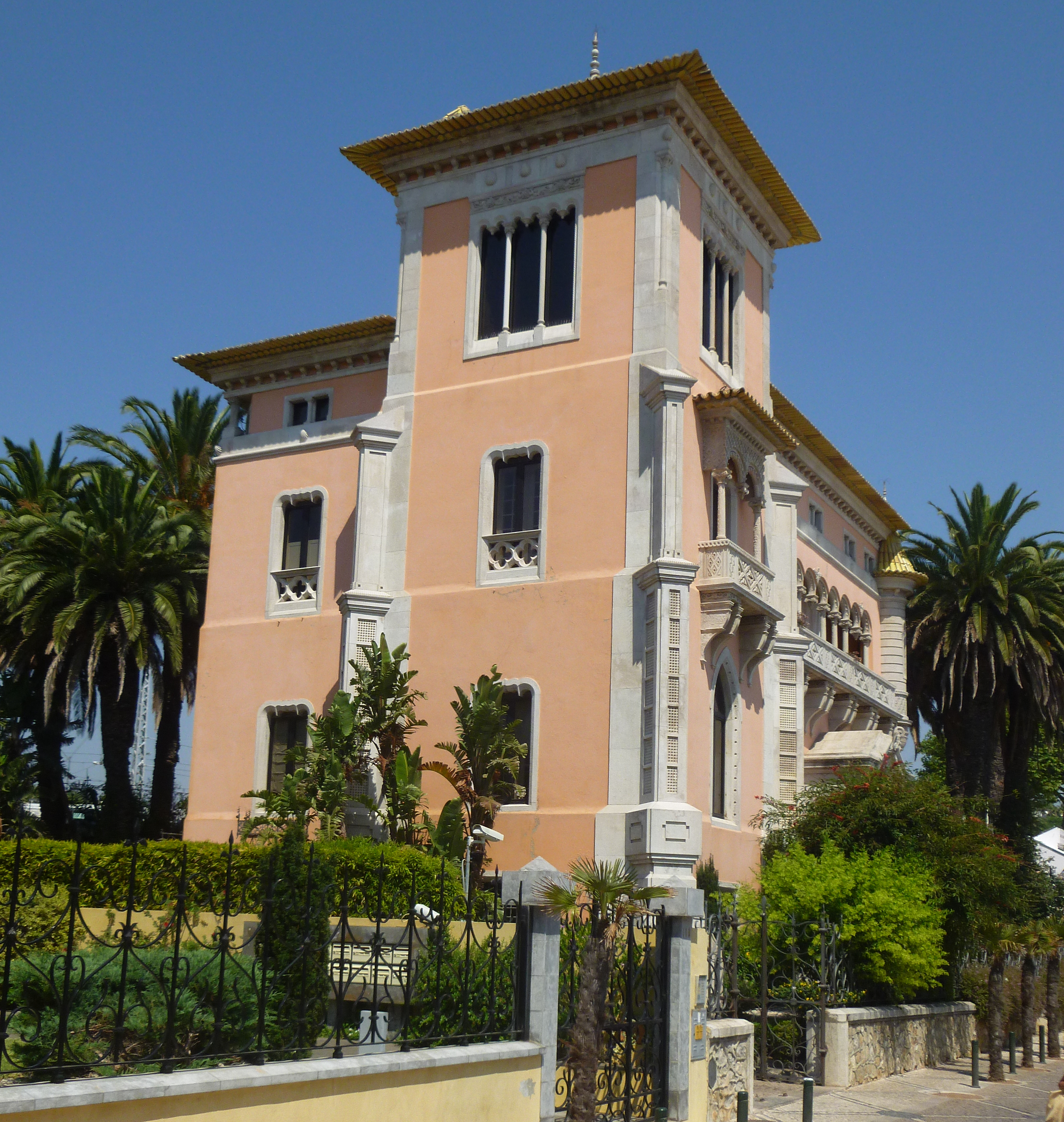
Casa D. António de Lencastre
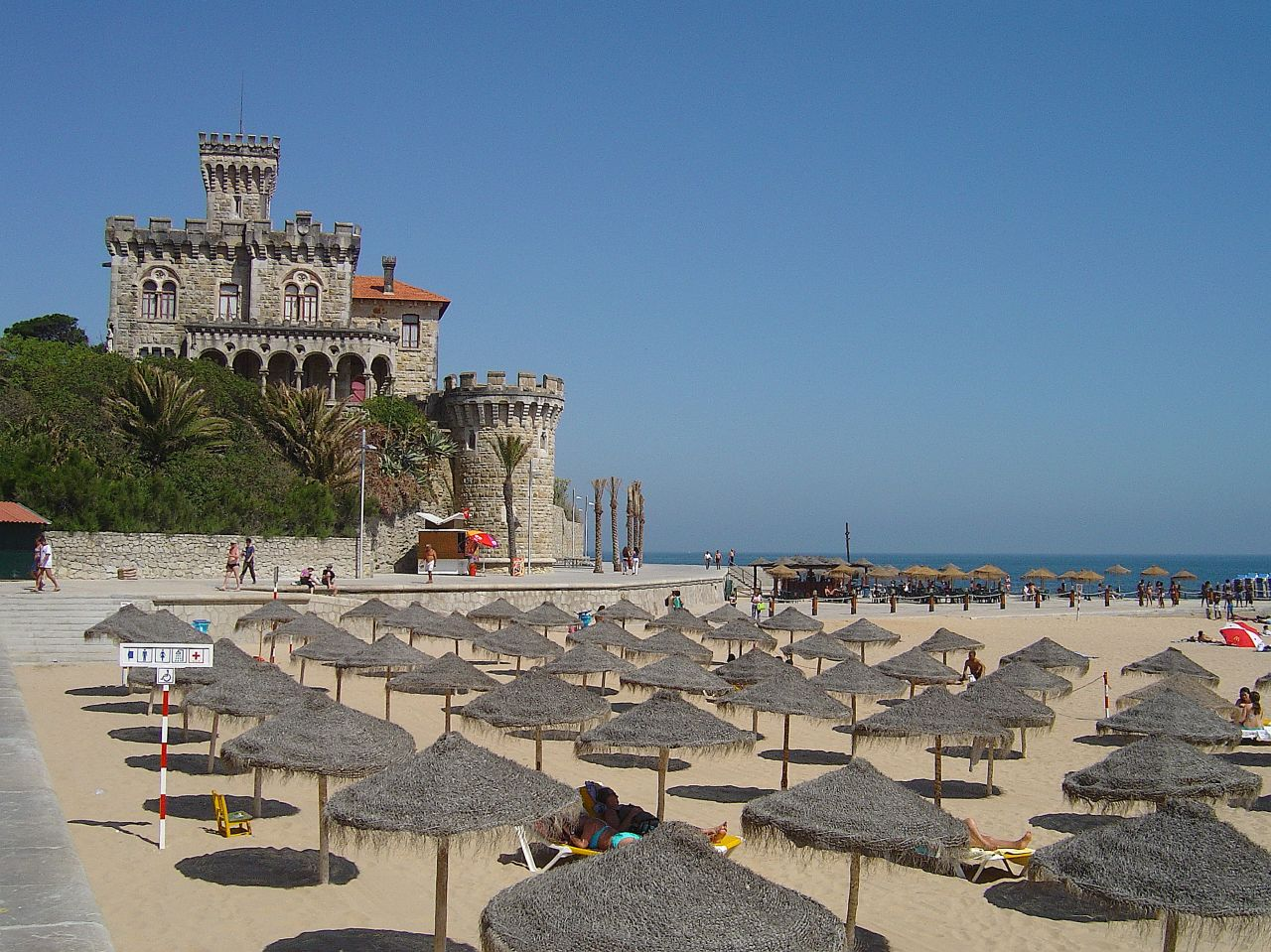
Tamariz Beach in إشتوريل
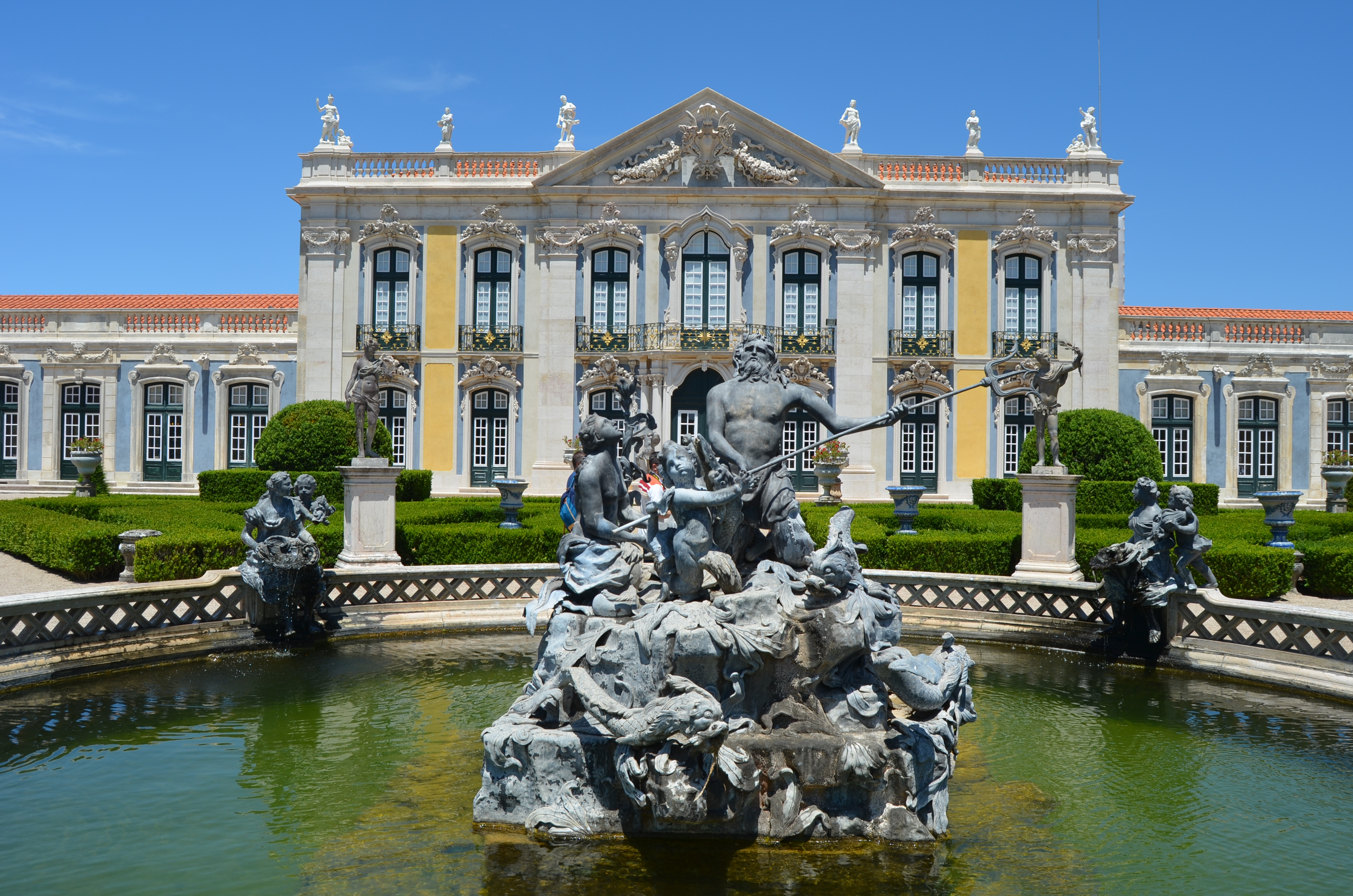
قصر كويلوز in شنترة
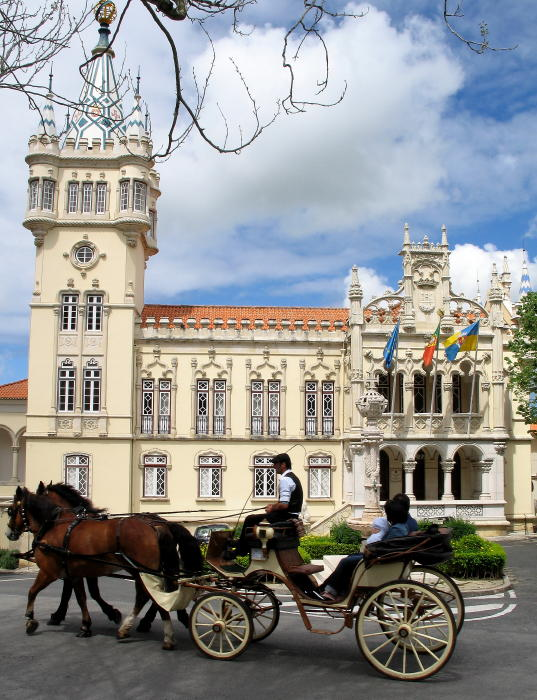
شنترة City Hall
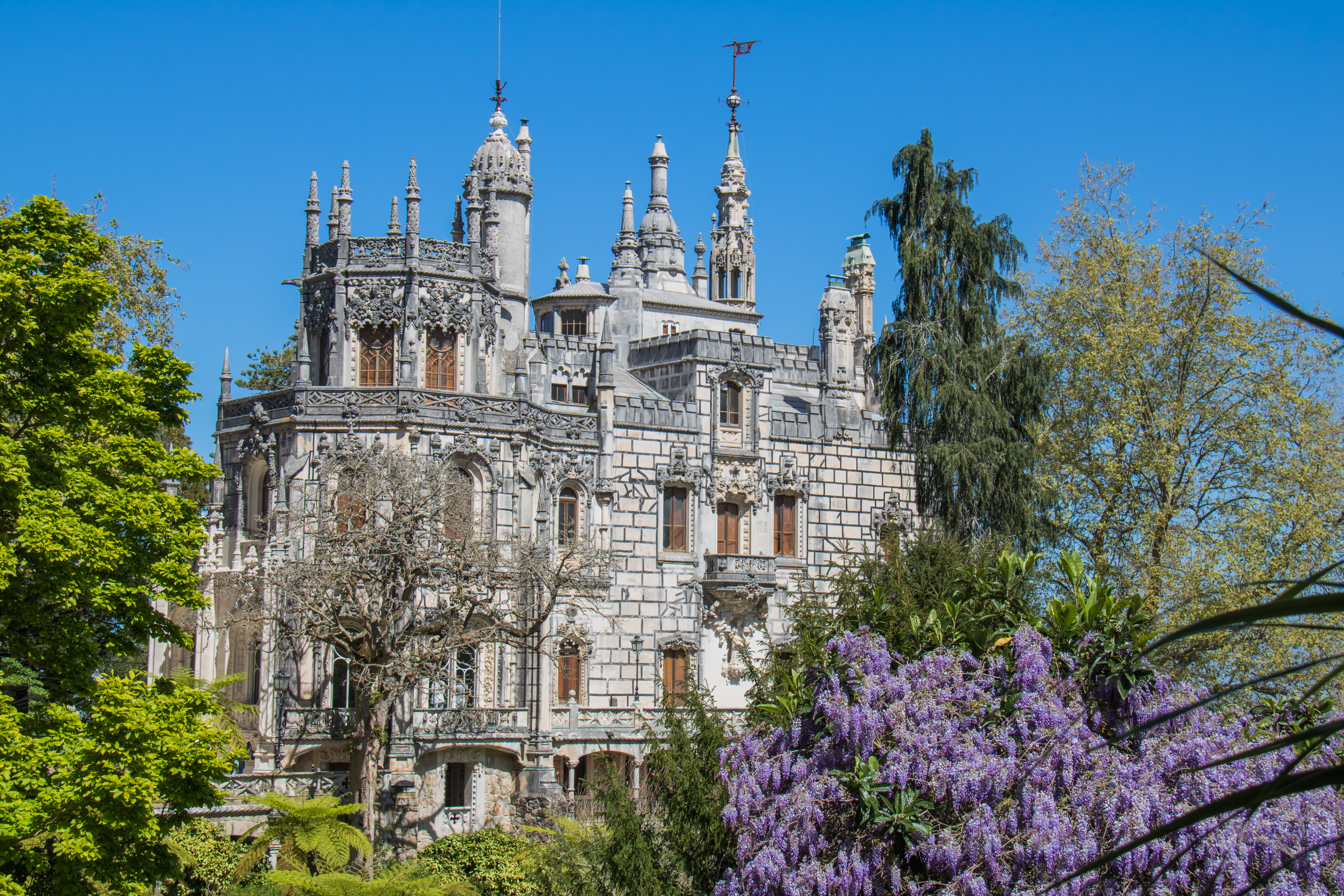
Quinta da Regaleira in the Sintra Mountains
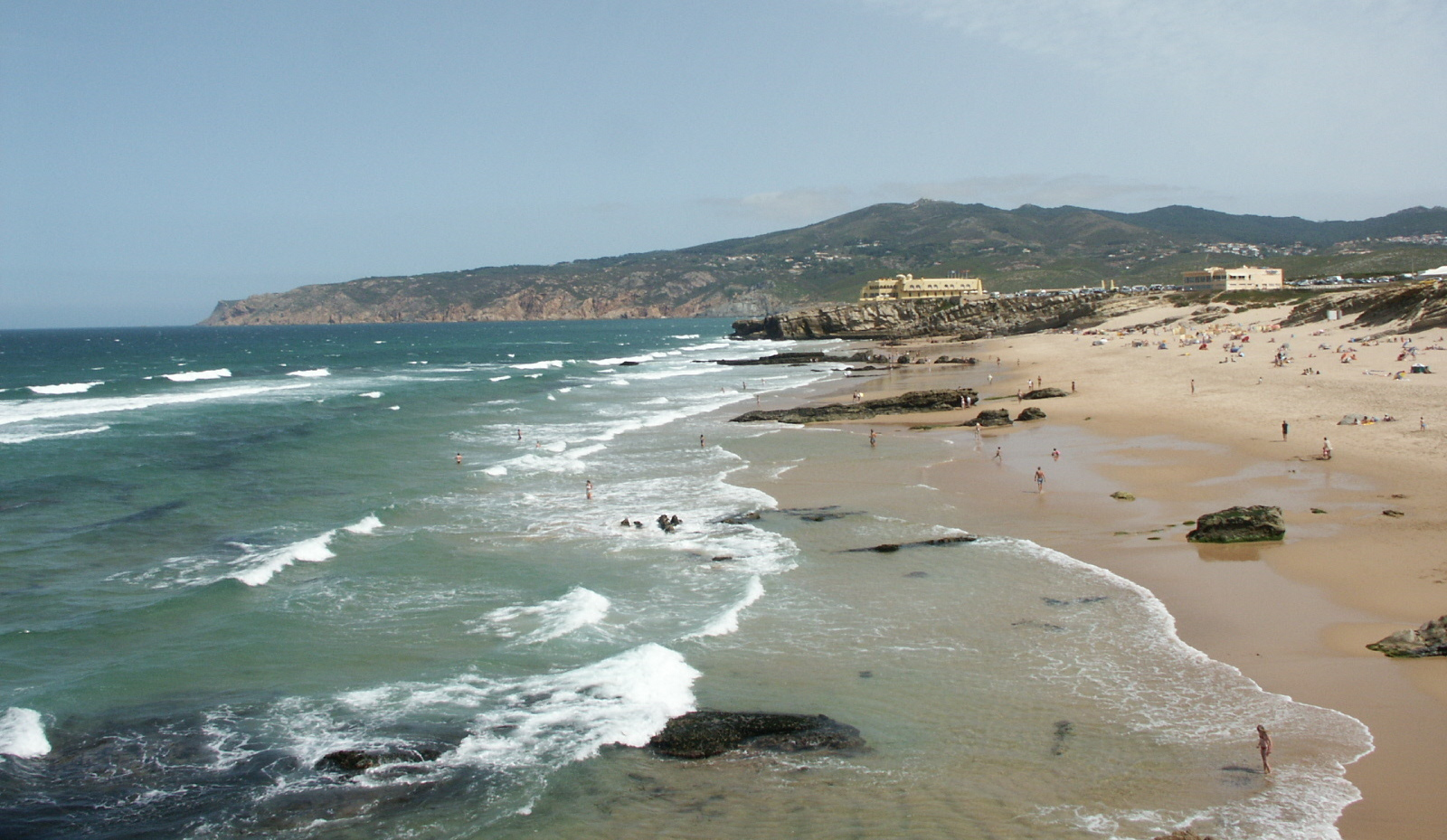
برايا دو جينشو
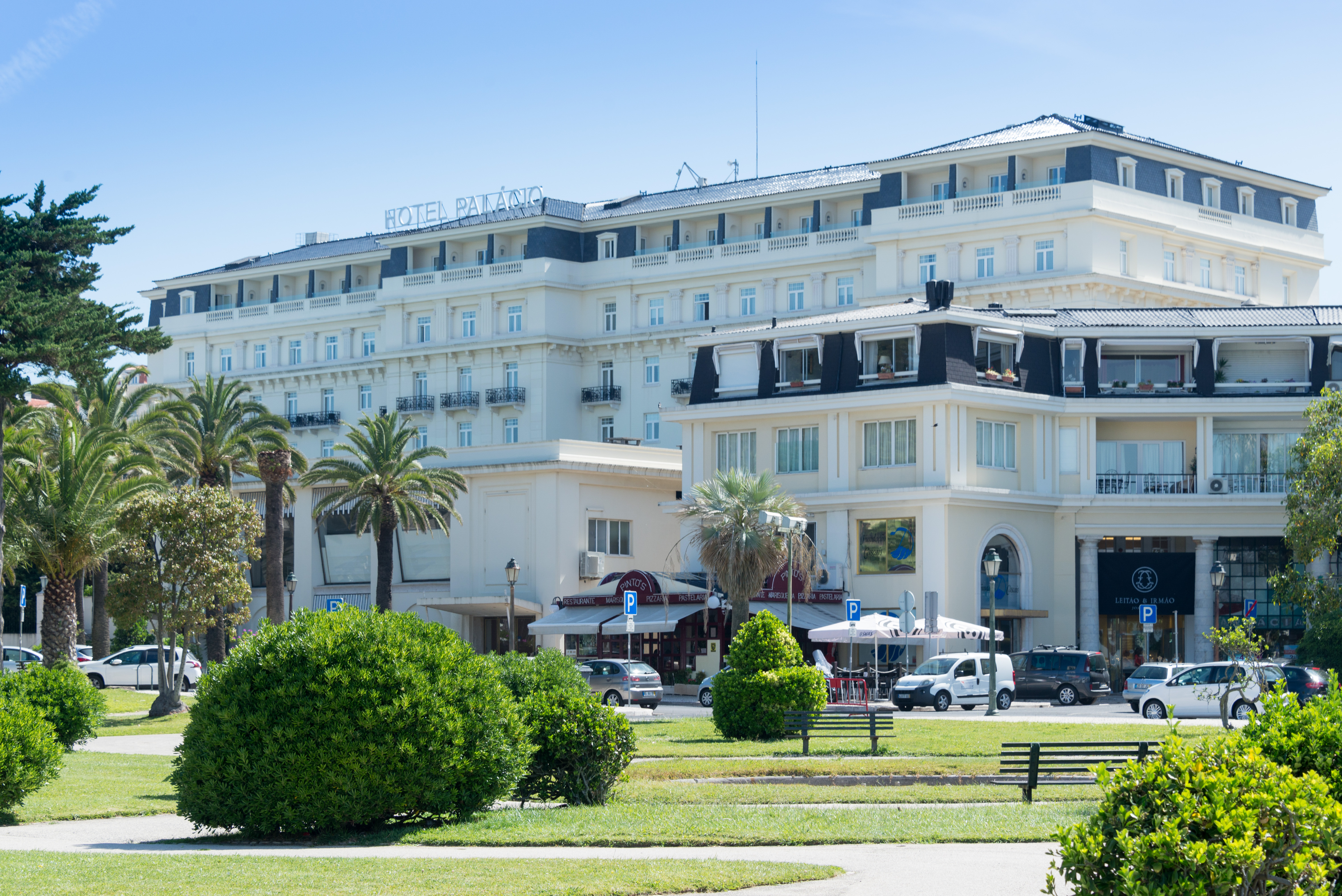
Hotel Palácio in إشتوريل
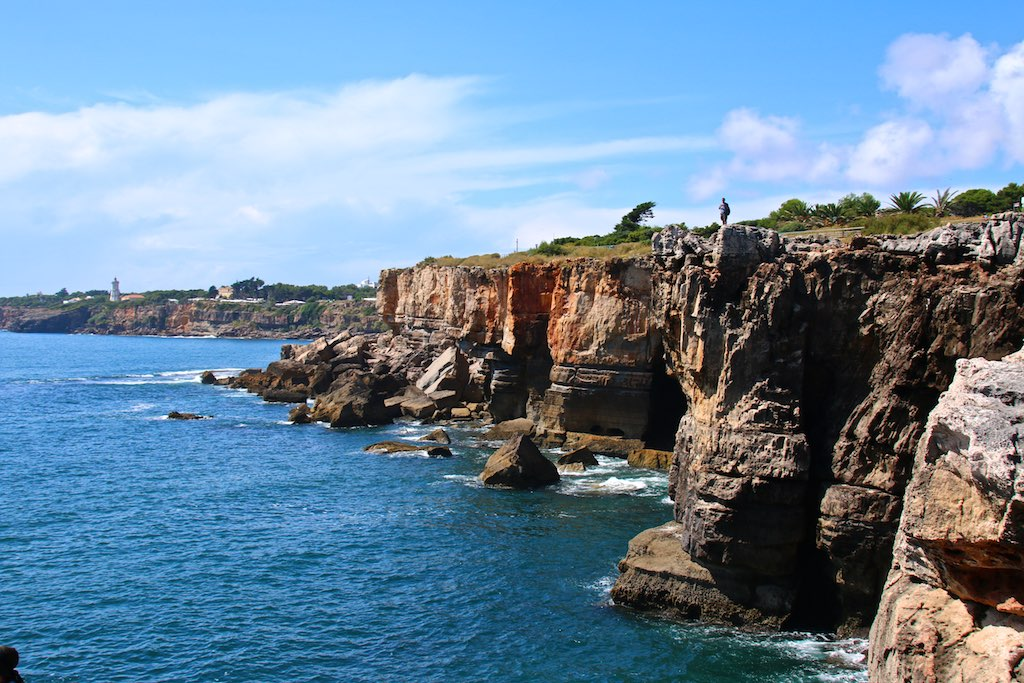
Cliffs along the coast of إشتوريل
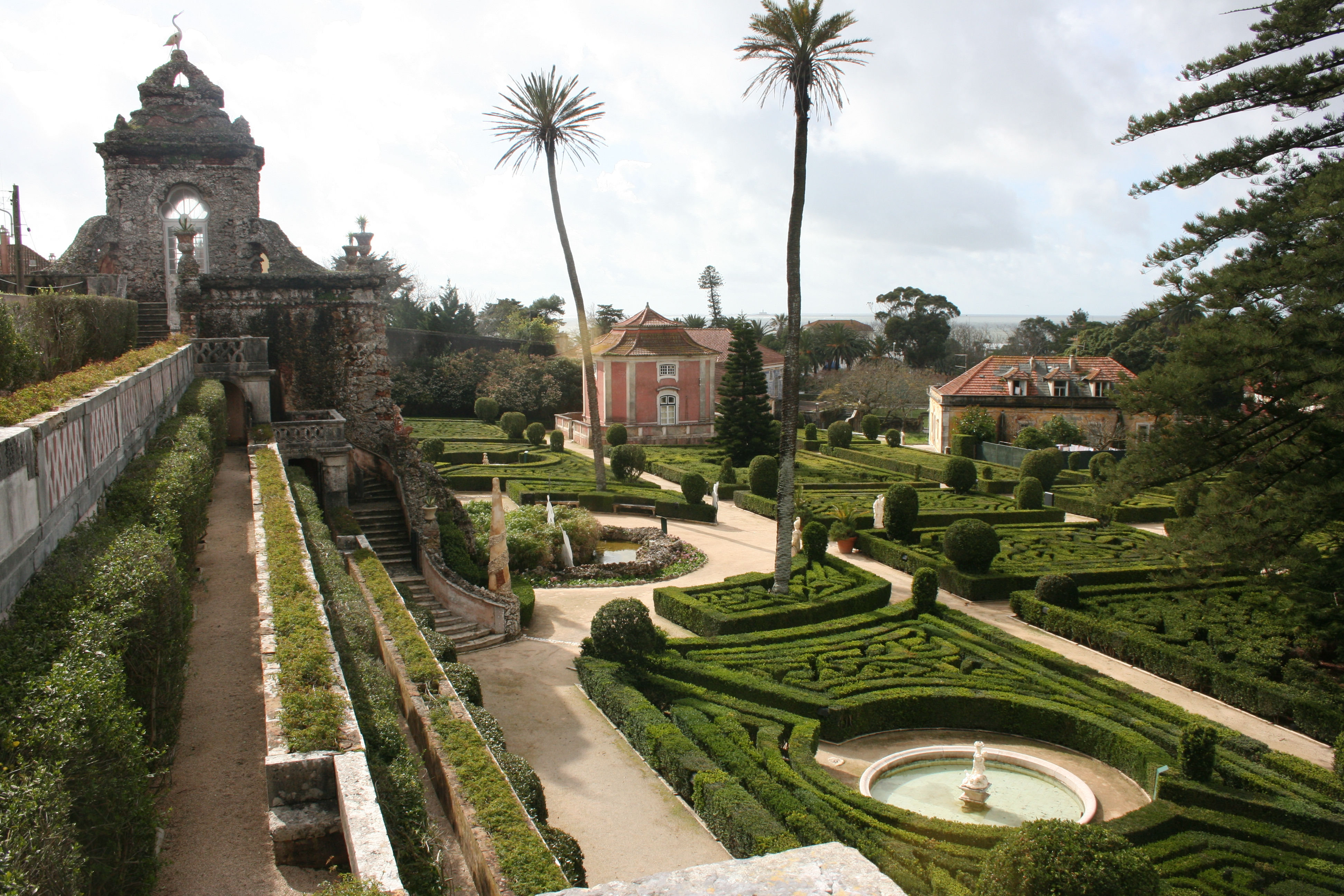
Gardens of the Royal Quinta in Caxias
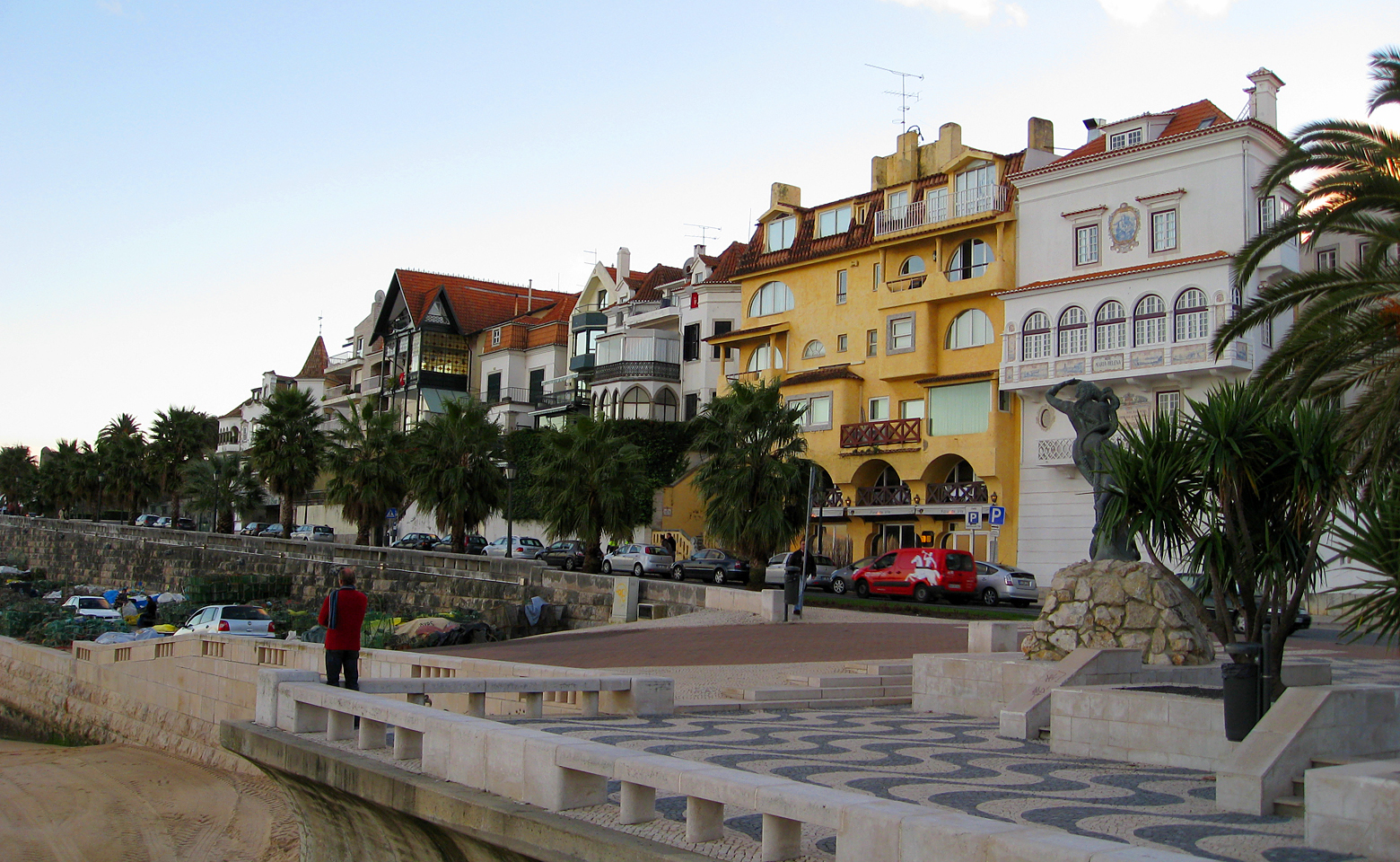
King كارلوس الأول ملك البرتغال Avenue in كاشكايش
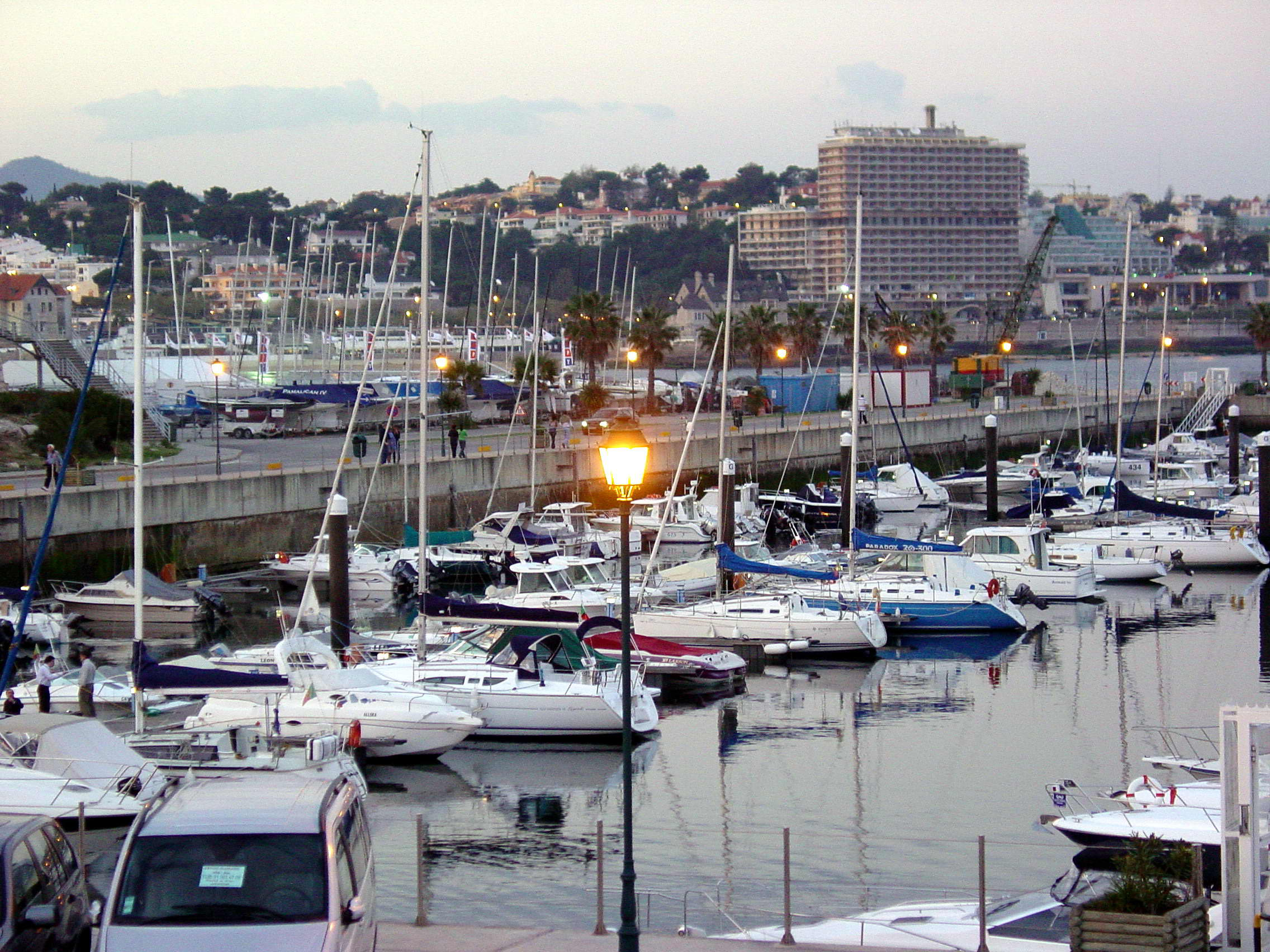
Cascais Marina